# Bò Speckle Park
Bò Speckle Park là một giống bò có nguồn gốc từ tỉnh Saskatchewan của Canada. Đây là một trong số ít giống bò thịt được phát triển ở Canada. Nửa sau của tên của giống có nguồn gốc từ các đốm trắng, đen và xám đặc trưng và các mảng màu mà nó được biết đến.

## Lịch sử giống
Canada Speckle Park là một giống bò Canada thực sự được phát triển từ ba giống bò Anh: Teeswater Shorthorn, Aberdeen Angus, và Bò trắng Anh. Mary Lindsay bắt đầu quyết định tạo ra bò đốm khi cô cho lai giống một con bò lang đỏ và một con bò trắng. Những con bò con kết quả của phép lai này này luôn có bộ lông lốm đốm, và vào năm 1959, Lindsay bán một con bò cái cho Bill và Eillen Lamont ở Saskatchewan, người bắt đầu sử dụng những con bò bị lốm đốm trong đàn. Khi lai với bò đực đen Angus, những con bò này sinh ra con cái với đốm. Những con con này đóng vai trò bò thịt rất thành công, và bước tiếp theo là phát triển số lượng gia súc này thành một giống được công nhận. Năm 1985, đại diện của chín đàn đã tập trung lại với nhau để thành lập Hiệp hội các nhà nhân giống Speckle Park. Được tạo ra với mục đích phát triển một giống mới, hiệp hội này sau đó được đổi tên thành Hiệp hội Speckle Park Canada. Vào năm 1993, hiệp hội được thành lập theo Đạo luật Gia súc Động vật Canada để một giống có thể được phát triển, và vào năm 1995, các luật lệ đầu tiên đã được thông qua. Cuối cùng, vào năm 2006, Speckle Park Canada đã được cấp trạng thái Công nhận giống đầy đủ.